# Pardosa herbosa
Pardosa herbosa este o specie de păianjeni din genul Pardosa, familia Lycosidae, descrisă de Jo și Paik, 1984. Conform Catalogue of Life specia Pardosa herbosa nu are subspecii cunoscute.